# 井上聖貴
井上 聖貴（いのうえ まさたか）は、熊本朝日放送 (KAB) のアナウンサー。

## 経歴
兵庫県出身。中京大学卒業後、2022年KAB入社。

## 人物
サイクリングやキャンプ、プロ野球観戦など多種多様な趣味を持つ。特にサイクリングでは、1日240キロ走ったこともあるというほどのアウトドア好き。
また、特技として「昭和特撮ソングを熱唱すること」を挙げるなど、幅広い引き出しを持っている。

## 現在の担当番組
- スポーツ実況（夏の高校野球 熊本県大会）
- KABニュース
- くまもとLive touch（金曜日）メインMC
- アサデス。九州・山口